# Simone Segouin

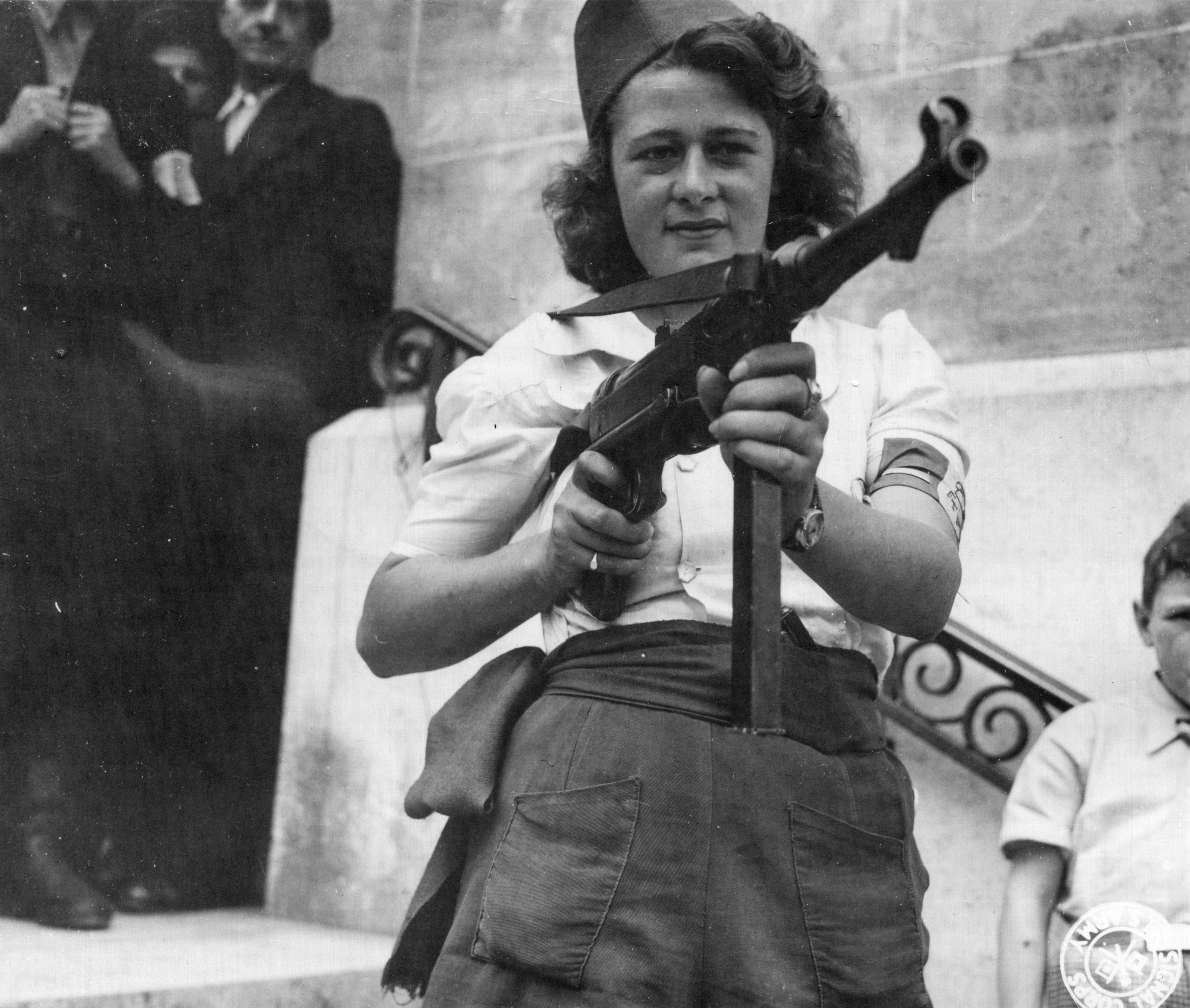
Simone Segouin, 23. August 1944. Bild eines US-Armeefotografen.

Simone Segouin (geboren am 3. Oktober 1925 in Thivars bei Chartres; gestorben am 21. Februar 2023 in Courville-sur-Eure), auch unter ihrem Decknamen Nicole Minet bekannt, war eine französische Widerstandskämpferin im Zweiten Weltkrieg.

## Leben
Simone Segouin arbeitete auf dem Bauernhof ihrer Familie, als der Zweite Weltkrieg ausbrach. Ihr Vater, Gemeinderat und selbst Mitglied des Widerstandes, wurde eines Tages dazu aufgefordert, für die deutsche Besatzungsmacht eine Liste junger Frauen zu erstellen, die für die im Schloss von Spoir im Nachbardorf Mignières einquartierten deutschen Soldaten arbeiten sollten. Um seine Tochter vor dieser Dienstverpflichtung zu bewahren, führte ihr Vater sie als Schneiderin auf. Diese Tarnung flog auf, als Deutsche auf dem Bauernhof Kleider für Änderungsarbeiten zurückließen. Danach verließ Segouin Thivars, offiziell, um bei ihrer Tante in Paris im Pariser Kaufhaus Au Bon Marché zu arbeiten.

### Im Widerstand
Die 18-jährige Segouin schloss sich im Frühjahr 1944 nach dem Vorbild ihres Vaters dem Widerstand an. Sie nahm eine neue Identität an, jene von Nicole Minet. Die Francs-tireurs et partisans (FTP) statteten Minet mit den notwendigen Ausweispapieren aus – da das Zivilstandsamt von Dünkirchen bombardiert worden war, übernahm sie wie viele andere Widerstandskämpfer Dünkirchen als fiktiven Geburtsort.
Ihr erster Auftrag bestand darin, das Fahrrad einer deutschen Botin zu entwenden. Nachdem sie dieses neu lackiert hatte, benutzte sie es selbst. Die FTP legten ihr kurz darauf nahe, sich im bewaffneten Kampf auszubilden. Nach der Ausbildung an den Waffen wirkte Segouin im August 1944 an der Gefangennahme von 25 deutschen Soldaten bei Thivars mit. Außerdem beteiligte sie sich an den Kämpfen um Chartres und an der Befreiung von Paris. Filmaufnahmen von George Stevens und Fotografien von Robert Capa aus dieser Zeit zeigen sie mit einer MP 40 und feiern sie als eine der weiblichen Ikonen der Résistance.

### Nach dem Krieg
Im Jahr 1946 wurde sie mit dem Croix de guerre ausgezeichnet und erhielt den Rang eines Unterleutnants. 
Sie wurde Kinderkrankenschwester in Chartres.
Segouin, die nie heiratete, hatte sechs Kinder. Die letzten Lebensjahre verbrachte sie in einem Altenheim in Courville-sur-Eure. Dort starb sie am 21. Februar 2023 im Alter von 97 Jahren.